# Ромашкевич Олександр Дмитрович

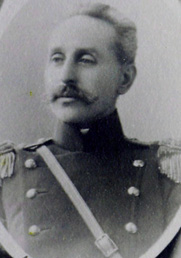
Ромашкевич Олександр Дмитрович

Ромашкевич Олександр Дмитрович (7 листопада 1861 року, місто Зіньків Полтавської губернії — 11 липня 1934 року, місто Велика Кікінда, Королівство Югославія) — російський військовий діяч, історик, білогвардієць.

## Біографія
Загальну освіту отримав у Петровському Полтавському кадетському корпусі. На військовій службі з 1881 року. Пройшов шлях від підпоручика до полковника. Був у лавах Збройних сил Півдня Росії. Начальник господарської частини, вихователь і ротний командир Петровського Полтавського кадетського корпусу. Командир роти Кримського кадетського корпусу (до 20 вересня 1921 року). Емігрував до Королівства Сербів, Хорватів і Словенців.

## Нагороди
- Орден Святого Станіслава ІІ ст. (1901);
- Орден Святої Анни ІІ ст. (1905);
- Ордени Святого Володимира IV і ІІІ ст. (1909, 1913);
- Найвища милість (1915; за відмінно-ревну службу і особливі труди, викликані обставинами поточної війни).

## Твори
Головна заслуга Ромашкевича — збір історико-довідкових даних щодо Петровського кадетського корпусу і його персоналій в «Материалах для истории Полтавского кадетского корпуса»:
1. (рос.) с 1-го октября 1903 г. по 1-е октября 1904 г. Год первый. Собрал полковник А. Д. Ромашкевич. Полтава. 1904.
2. (рос.) с 1-го октября 1904 г. по 1-е октября 1905 г. Год второй. Собрал полковник А. Д. Ромашкевич. Полтава. 1905.
3. (рос.) с 1-го октября 1905 г. по 1-е октября 1906 г. Год третий. Собрал полковник А. Д. Ромашкевич. Полтава. 1906.
4. (рос.) с 1-го октября 1906 г. по 1-е октября 1907 г. Год четвертый. Собрал полковник А. Д. Ромашкевич. Полтава. 1907.
5. (рос.) с 1-го октября 1907 г. по 1-е октября 1908 г. Год пятый. Собрал полковник А. Д. Ромашкевич. Полтава. 1908.
6. (рос.) с 1-го октября 1908 г. по 1-е октября 1909 г. Год шестой. Собрал полковник А. Д. Ромашкевич. Полтава. 1909.
7. (рос.) с 1-го октября 1909 г. по 1-е октября 1910 г. Год седьмой. Собрал полковник А. Д. Ромашкевич. Полтава. 1910.
8. (рос.) с 1-го октября 1910 г. по 1-е октября 1911 г. Год восьмой. Собрал полковник А. Д. Ромашкевич. Полтава. 1911.
9. (рос.) с 1-го октября 1911 г. по 1-е октября 1912 г. Год девятый. Собрал полковник А. Д. Ромашкевич. Полтава. 1912.
10. (рос.) с 1-го октября 1912 г. по 1-е октября 1913 г. Год десятый. Собрал полковник А. Д. Ромашкевич. Полтава. 1913.
11. (рос.) с 1-го октября 1913 г. по 1-е октября 1916 г. Год 11, 12 и 13-й. Собрал полковник А. Д. Ромашкевич. Полтава. 1916.

## Джерело
Ромашкевич, Александр Дмитриевич. История Полтавы (сайт Бориса Тристанова)